# NGC 286
NGC 286 (ook wel PGC 3142, MCG -2-3-34, NPM1G -13.0038, AM 0051-132 of PRC C-4) is een lensvormig sterrenstelsel in het sterrenbeeld Walvis. NGC 286 staat op ongeveer 453 miljoen lichtjaar van de Aarde.
NGC 286 werd in 1886 ontdekt door de Amerikaanse astronoom Francis Preserved Leavenworth.